# Forte George (Ontário)

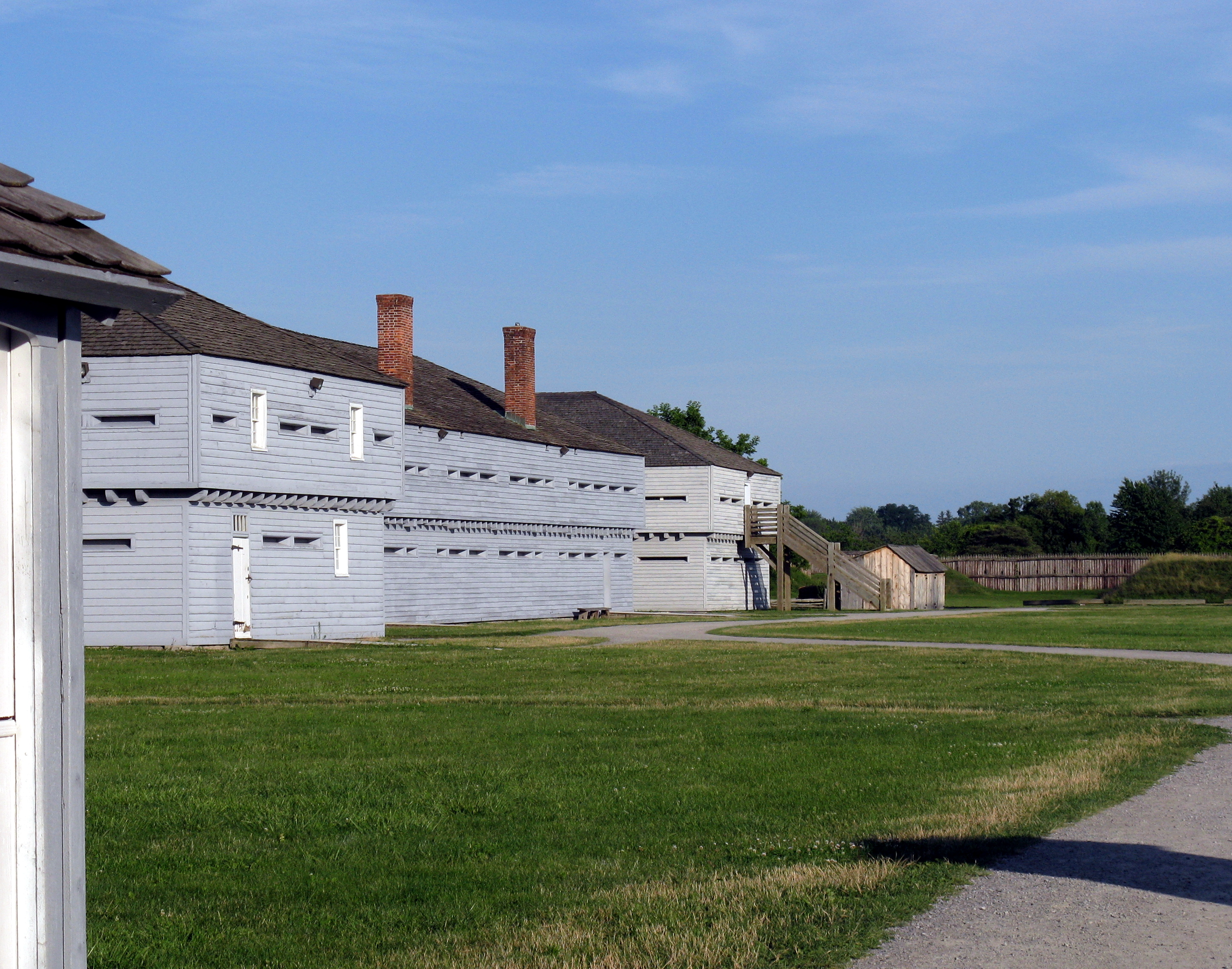
Fort George in Niagara-on-the-Lake, Ontario.

Forte George era uma fortificação militar em Niagara-on-the-Lake, Ontário, Canadá. O forte foi usado pelo exército britânico, a milícia canadense e as Forças Armadas dos Estados Unidos por um breve período. O forte foi destruído principalmente durante a Guerra de 1812. O local do forte é um Sítio Histórico Nacional do Canadá desde 1921 e apresenta uma reconstrução do Forte George.
Os britânicos estabeleceram Forte George na década de 1790 para substituir Forte Niágara. Muitas de suas estruturas foram demolidas em maio de 1813, durante a Batalha de Fort George. Após a batalha, as forças americanas ocuparam o forte por sete meses antes de se retirarem em dezembro de 1813. Embora os britânicos tenham recuperado o forte pouco depois, pouco esforço foi feito em sua reconstrução depois que capturaram o Forte Niagara na semana seguinte. O projeto de guerra pobre de Fort George levou a sua substituição por Forte Mississauga na década de 1820, embora os terrenos de Forte George viram algum uso pelos militares até o final da Primeira Guerra Mundial. Durante o final da década de 1930, a Comissão de Parques do Niágara construiu uma reconstrução de Forte George. O local foi inaugurado em 1940 e é administrado como local histórico e museu vivo pela Parks Canada desde 1969.
O local histórico serve como um recurso de aprendizado para a Guerra de 1812, a vida militar do século XIX no Canadá e o movimento de preservação histórica durante a década de 1930.